# Survivor Series (2011)
Survivor Series (2011) foi um evento em pay-per-view de wrestling profissional produzido pela WWE, que ocorreu em 20 de novembro de 2011, no Madison Square Garden em Nova Iorque. Foi o vigésimo quinto evento Survivor Series anual, e o terceiro a acontecer no Madison Square Garden.

## Antes do evento
Survivor Series teve lutas de wrestling profissional de diferentes lutadores com rivalidades e histórias pré-determinadas que se desenvolveram no Raw e SmackDown — programas de televisão da WWE, tal como nos programas transmitidos pela internet - Superstars e NXT. Os lutadores interpretaram um vilão ou um mocinho seguindo uma série de eventos para gerar tensão, culminando em várias lutas. 

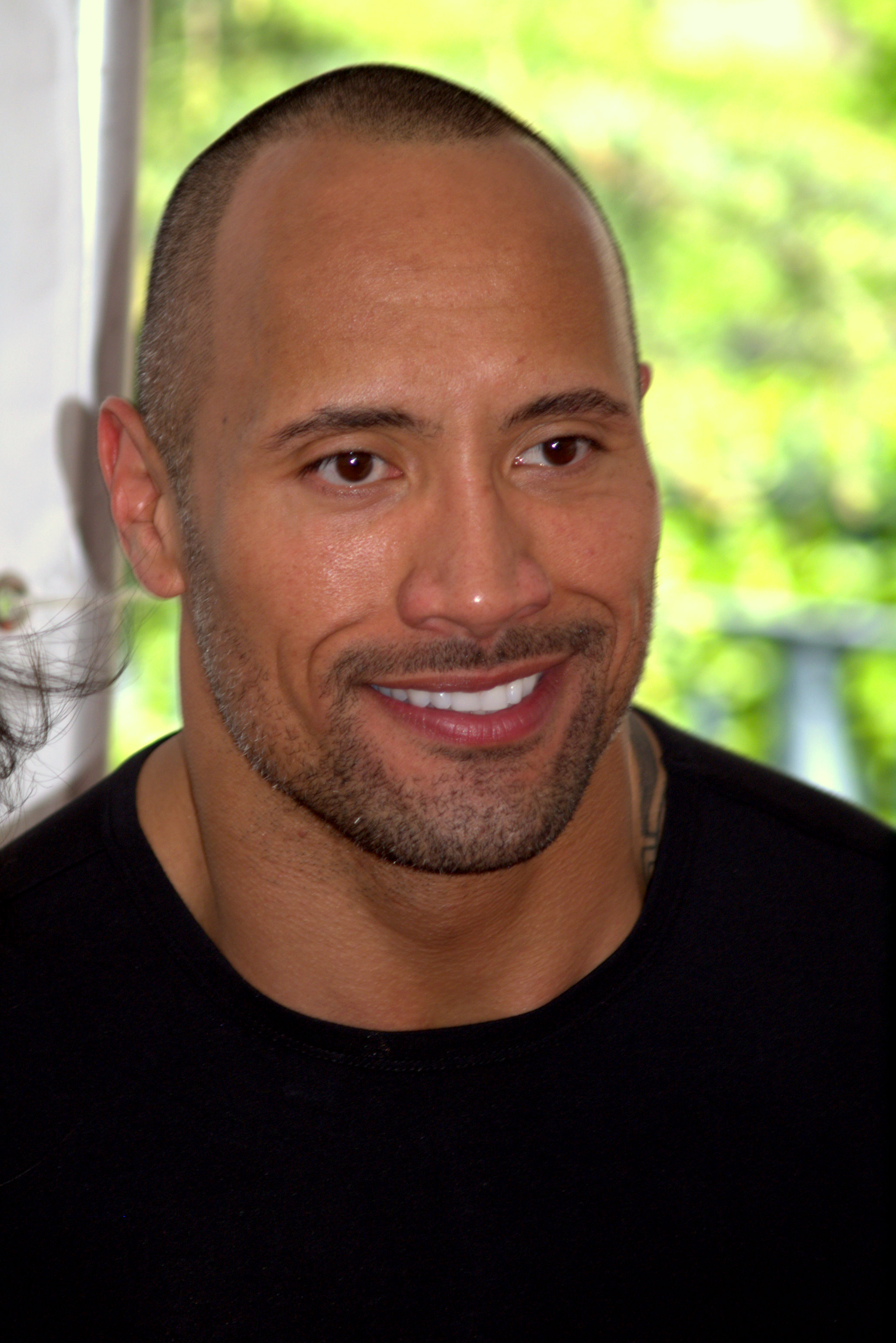
The Rock lutou pela primeira vez desde março de 2004.

Durante o Vengeance, The Miz e R-Truth atacaram John Cena durante sua luta com Alberto Del Rio. No Raw da noite seguinte, Miz e Truth atacaram o parceiro de Cena, Zack Ryder, enfrentando John em uma luta 2-contra-1, na qual foram derrotados por desqualificação após Truth acertar Cena com uma garrafa d'água. Após o combate, os dois voltaram a atacar Cena. John Laurinaitis anunciou que, no Survivor Series, Cena enfrentaria Truth e Miz com um parceiro de sua escolha. Cena escolheu The Rock, que, na semana seguinte, aceitou a parceria.
No Raw de 24 de outubro, CM Punk requisitou uma luta contra Alberto Del Rio pelo WWE Championship, já que ele não havia tido sua revanche após ser derrotado no SummerSlam. John Laurinaitis marcou uma luta para a semana seguinte: se Punk derrotasse o Campeão Mundial dos Pesos-Pesados Mark Henry, enfrentaria Del Rio no Survivor Series. Durante o combate, Ricardo Rodriguez atacou Henry seguindo ordens de Del Rio, fazendo com que Mark Henry vencesse a luta por desqualificação. Na mesma noite, Laurinaitis disse que Punk teria sua luta caso Del Rio permitisse. Após Del Rio ter sido nocauteado por Big Show, Punk lhe aplicou um Anaconda Vise, lhe forçando a aceitar a luta.
O combate entre Mark Henry e Big Show no Vengeance pelo World Heavyweight Championship terminou sem vencedor, com o ringue sendo implodido durante a luta. No SmackDown de 4 de novembro, Show interferiu na luta entre Henry  e Daniel Bryan, atacando o primeiro. O Gerente Geral Theodore Long anunciou, então, que Henry e Show se enfrentariam novamente no Survivor Series.
Em 7 de novembro, foi anunciado que dois times se enfrentariam em uma luta tradicional do Survivor Series: cinco lutadores em cada time em uma luta de eliminação. Randy Orton seria o capitão do time de Sheamus, Sin Cara, Kofi Kingston e Mason Ryan enquanto Wade Barrett comandaria o time de Hunico, Christian, Jack Swagger e Cody Rhodes. Christian, no entanto, foi retirado do time após sofrer uma lesão em uma turnê na Europa. No Raw de 14 de novembro, Dolph Ziggler foi anunciado como substituto de Christian. Ziggler foi derrotado por John Morrison no Raw de 7 de novembro. Na semana seguinte, Morrison impediu Ziggler de fugir de uma luta contra Mason Ryan. Foi anunciado em 16 de novembro que Ziggler, além de competir na luta 5-contra-5, defenderia seu United States Championship contra Morrison.
No Raw de 31 de outubro, Eve derrotou todas as outras Divas da WWE em uma Battle Royal, eliminando, por último, Natalya, se tornando, assim, a desafiante pelo Divas Championship de Beth Phoenix. Foi anunciado em 17 de novembro que a luta seria uma luta Lumberjill, com todas as Divas ao redor do ringue.

## Evento

### Pré-show
| Papel:        | Nome:                                       |
| ------------- | ------------------------------------------- |
| Comentaristas | Michael Cole                                |
| Comentaristas | Jerry Lawler                                |
| Comentaristas | Booker T                                    |
| Comentaristas | Carlos Cabrera (Espanhol)                   |
| Comentaristas | Marcelo Rodríguez (Espanhol)                |
| Repórter      | Matt Striker                                |
| Locutores     | Tony Chimel (SmackDown)                     |
| Locutores     | Justin Roberts (Raw e luta Survivor Series) |
| Locutores     | Ricardo Rodriguez (Alberto Del Rio)         |
| Locutores     | Howard Finkel (CM Punk)                     |
| Árbitros      | Charles Robinson                            |
| Árbitros      | John Cone                                   |
| Árbitros      | Jack Doan                                   |
| Árbitros      | Scott Armstrong                             |
| Árbitros      | Mike Chioda                                 |

Uma luta não-televisionada ("dark match") aconteceu antes do evento, onde Santino Marella derrotou Jinder Mahal. Com o início da transmissão, o Gerente Geral interino do Raw John Laurinaitis anunciou que estava completando 10 anos com a WWE.

### Lutas preliminares
A primeira luta do evento foi a luta entre Dolph Ziggler, acompanhado por sua valet Vickie Guerrero, e John Morrison, que desafiava Ziggler pelo United States Championship. Após interferir no combate em detrimento de Ziggler, Vickie Guerrero foi expulsa dos arredores do ringue pelo árbitro. Ziggler derrotou Morrison após aplicar um Zig Zag no pescoço até pouco tempo lesionado de Morrison. Após a luta, Ziggler foi atacado por Zack Ryder.
Antes da segunda luta da noite, todas as Divas do elenco da WWE se reuniram ao redor do ringue, sendo Lumberjills - lutadoras que têm como função impedir que uma das lutadoras oficiais deixe o ringue - da luta pelo Divas Championship entre a campeã Beth Phoenix, acompanhada por Natalya, e Eve. A luta acabou quando Phoenix aplicou um Glam Slam da corda mais alta em Eve, mantendo seu título.
O próximo combate da luta foi uma tradicional luta de eliminação entre dois times de cinco membros cada: o de Wade Barrett (Barrett, Cody Rhodes, Jack Swagger, Hunico e Ziggler) e o de Randy Orton (Orton, Sheamus, Kofi Kingston, Sin Cara e Mason Ryan). A primeira eliminação da luta aconteceu quando Orton aplicou um RKO em Ziggler. Após um salto para fora do ringue,Sin Cara se lesionou, sendo automaticamente eliminado da luta. Ryan foi eliminado por Rhodes após ele entrar na luta sem que Mason percebesse, lhe aplicando uma Cross Rhodes. Kingston foi o próximo eliminado, ao sofrer um Wasteland de Barrett. Sheamus foi desqualificado da luta após desobedecer o árbitro e não parar de atacar Swagger que estava de baixo das cordas. Antes de sair, Sheamus atacou Swagger com um big boot. Orton, assim, eliminou Swagger. Hunico foi o próximo eliminado, após um RKO de Orton. Após distração de Rhodes, Orton recebeu um Wasteland de Barrett, sendo eliminado. Os únicos remanescentes da luta foram Rhodes e Barrett, dando a vitória ao Time Barrett.

### Lutas principais
A primeira das três principais lutas da noite foi pelo World Heavyweight Championship, com o campeão Mark Henry defendendo seu título contra Big Show. Em certo momento, Henry atirou Show na barricada de proteção do ringue, a destruindo. Show conseguiu retornar ao ringue antes do árbitro contar até dez. Mais tarde, Show aplicou um diving elbow drop em Henry, mas também não conseguiu derrotar Henry, que chutou Show na virilha, sendo desqualificado e dando a vitória a Show. No entanto, pelas regras, os títulos não mudam de dono após uma vitória por desqualificação. Após o término da luta, Henry tentou lesionar o tornozelo de Show usando uma cadeira. No entanto, Show conseguiu desviar e nocautear Henry, atacando sua perna com a cadeira.
A segunda e última luta por um título mundial da noite foi CM Punk desafiando o campeão Alberto Del Rio pelo WWE Championship. Em contraposto ao locutor pessoal de Del Rio, Ricardo Rodriguez, Punk foi anunciado pelo membro do Hall da Fama da WWE Howard Finkel. A luta acabou quando Del Rio desistiu após Punk ter aplicado um Anaconda Vise. Punk ganhou, assim, o WWE Championship pela segunda vez em sua carreira.
A última luta do noite foi uma luta de duplas entre os times de The Miz e R-Truth e os oponentes do WrestleMania XXVIII John Cena e The Rock. Rock e Cena se desentenderam durante a luta, com Cena, sem perceber, ter custado um pinfall em Truth.Ao finalmente conseguir devolver a vez para Rock, levando o público ao delírio, Miz e Truth provaram um pouco da experiência e raiva do veterano. A luta acabou quando Rock aplicou um People's Elbow em Miz. Após a luta, Rock aplicou um Rock Bottom em Cena.

## Após o evento
CM Punk defenderia o WWE Championship no TLC: Tables, Ladders & Chairs, em uma Triple Threat Tables, Ladders, and Chairs, derrotando Del Rio e The Miz. Ele manteria o título por 434 dias até perdê-lo para The Rock no Royal Rumble de 2013. O reinado foi o mais longo desde 1984.
Henry e Big Show voltariam a se enfrentar no TLC, em uma Chairs match. Show venceria, mas seria nocauteado por Henry logo depois, o que permitiu que Daniel Bryan usasse seu contrato de Money in the Bank e ganhasse o World Heavyweight Championship.
Barrett e Orton continuariam a rivalidade, com Orton derrotando Barrett em uma Tables match no TLC.

## Recepção
O evento recebeu críticas positivas. O tabloide inglês The Sun parabenizou as lutas de abertura, dizendo que o final da luta entre Phoenix e Eve foi "fantástico". Também mencionou que a entrevista dada por The Rock foi a segunda melhor do ano, atrás, apenas, de outra dada por CM Punk. Mesmo dizendo que a luta foi entediante, The Sun afirmou que Henry contra Show foi salva pelo diving elbow drop aplicado por Big Show. Além disso, mencionou que a adição de Howard Finkel à entrada de Punk tornou o momento em "um momento único". A nota final do evento foi 8, em um total de 10. O website canadense Canadian Online Explorer deu ao evento uma nota total de 7 em 10, com o melhor combate da noite tendo sido entre Punk e Del Rio e o pior, Henry contra Show.

## Resultados
| Nº                                          | Resultados | Estipulações                                        | Tempo |
| ------------------------------------------- | --- | --------------------------------------------------- | ----- |
| Dark                                        | Santino Marella derrotou Jinder Mahal | Luta individual                                     | 5:35  |
| 1                                           | Dolph Ziggler (c) (com Vickie Guerrero) derrotou John Morrison                                                                                                  | Luta individual pelo United States Championship     | 10:42 |
| 2                                           | Beth Phoenix (c) (com Natalya) derrotou Eve Torres | Luta Lumberjill pelo Divas Championship             | 4:33  |
| 3                                           | Time Barrett (Wade Barrett, Cody Rhodes, Jack Swagger, Hunico e Dolph Ziggler) derrotou Time Orton (Randy Orton, Sheamus, Kofi Kingston, Sin Cara e Mason Ryan) | Tradicional luta 5-contra-5 do Survivor Series      | 22:10 |
| 4                                           | Big Show derrotou Mark Henry (c) por desqualificação | Luta individual pelo World Heavyweight Championship | 13:04 |
| 5                                           | CM Punk derrotou Alberto Del Rio (c) (com Ricardo Rodriguez) por submissão                                                                                      | Luta individual pelo WWE Championship               | 17:17 |
| 6                                           | John Cena e The Rock derrotaram Awesome Truth (The Miz e R-Truth)                                                                                               | Luta de duplas                                      | 21:33 |
| (c) – Refere-se aos campeões antes da luta. | |                                                     |       |

1. ↑  As Lumberjills eram: Kelly Kelly, AJ, Rosa Mendes, Maxine, Kaitlyn, Alicia Fox, Tamina, Aksana, Nikki e Brie Bella.

### Eliminações da luta Survivor Series
| # Eliminação | Lutador                                   | Time                                      | Eliminado por                             | Movimento de eliminação                   | Tempo                                     |
| ------------ | ----------------------------------------- | ----------------------------------------- | ----------------------------------------- | ----------------------------------------- | ----------------------------------------- |
| 1            | Dolph Ziggler                             | Time Barrett                              | Randy Orton                               | RKO                                       | 1:33                                      |
| 2            | Sin Cara                                  | Time Orton                                | Lesão                                     | Lesão                                     | 3:44                                      |
| 3            | Mason Ryan                                | Time Orton                                | Cody Rhodes                               | Cross Rhodes                              | 8:52                                      |
| 4            | Kofi Kingston                             | Time Orton                                | Wade Barrett                              | Wasteland                                 | 14:06                                     |
| 5            | Sheamus                                   | Time Orton                                | Desqualificação                           | Desqualificação                           | 18:30                                     |
| 6            | Jack Swagger                              | Time Barrett                              | Randy Orton                               | Brogue Kick de Sheamus                    | 19:33                                     |
| 7            | Hunico                                    | Time Barrett                              | Randy Orton                               | RKO                                       | 21:38                                     |
| 8            | Randy Orton                               | Time Orton                                | Wade Barrett                              | Wasteland                                 | 22:10                                     |
| Survivor(s): | Wade Barrett e Cody Rhodes (Time Barrett) | Wade Barrett e Cody Rhodes (Time Barrett) | Wade Barrett e Cody Rhodes (Time Barrett) | Wade Barrett e Cody Rhodes (Time Barrett) | Wade Barrett e Cody Rhodes (Time Barrett) |